# Le Retour de Chef
Le Retour de Chef (The Return of Chef en version originale) est le premier épisode de la dixième saison de la série animée South Park, ainsi que le 140e épisode de l'émission.

## Synopsis
L'épisode commence avec un résumé d'un épisode précédent imaginaire qui explique que trois mois plus tôt Chef a quitté South Park pour rejoindre le « Club Super Aventure » en espérant apporter de l'aventure et du sens à sa vie un peu monotone. Au début de l'épisode, il décide de revenir vivre à South Park. Rapidement, Stan, Kyle, Cartman et Kenny constatent qu'il se conduit très bizarrement, et bientôt il commence à exprimer son désir d'avoir des relations sexuelles avec les enfants de l'école. Les quatre amis veulent découvrir ce qui a changé Chef, et ils décident d'aller au quartier général du Club Super Aventure. Ils découvrent que ce groupe est constitué d'explorateurs qui parcourent le monde dans le seul but d'abuser sexuellement des enfants. Quand les explorateurs essayent de les hypnotiser, ils réalisent que Chef a subi un lavage de cerveau qui a complètement modifié son attirance sexuelle pour les femmes par une attirance pour les enfants. Ils vont alors tenter de sauver leur ami. Mais malgré tous leurs efforts, l'épisode se termine par la mort spectaculaire de Chef, il est foudroyé, fait une chute dans le vide en se cognant à de nombreux rochers, s'empale sur une souche d'arbre, se fait attaquer par un puma, se fait tirer à trois reprises dessus par les membres du club essayant de tuer le puma, se fait arracher la peau du visage par ledit animal et déchirer une jambe par un ours.  Kyle prononce son oraison funèbre, déclarant que: « On doit en vouloir à son Club à la con d'avoir embrouillé son esprit ! ». Dans une scène finale parodiant La Revanche des Sith, les membres du club ressuscitent Chef dans un costume semblable à celui de Dark Vador.

## Départ de Isaac Hayes
Cet épisode suit le départ du chanteur Isaac Hayes, qui venait d'arrêter de doubler Chef, à la suite de l'épisode Piégé dans le placard qui critiquait ouvertement la scientologie, dont il était membre. Étant donné qu'Isaac Hayes n'a pas participé à cet épisode, la voix de Chef a été reconstruite à partir de morceaux des épisodes précédents, de façon délibérément maladroite et évidente. La scène avec un bandeau d'avertissement « Ceci est vraiment ce que croient les membres du Club Super Aventure » est une référence à une scène identique dans l'épisode Piégé dans le placard à propos des croyances des scientologues. D'ailleurs, lorsque les explorateurs s'apprêtent à dire le secret du Club Super Aventure, Stan réagit en disant « Oh non, ça recommence », en référence au secret des scientologues qu'il était censé apprendre dans Piégé dans le placard.